# Långgarnsfjärden

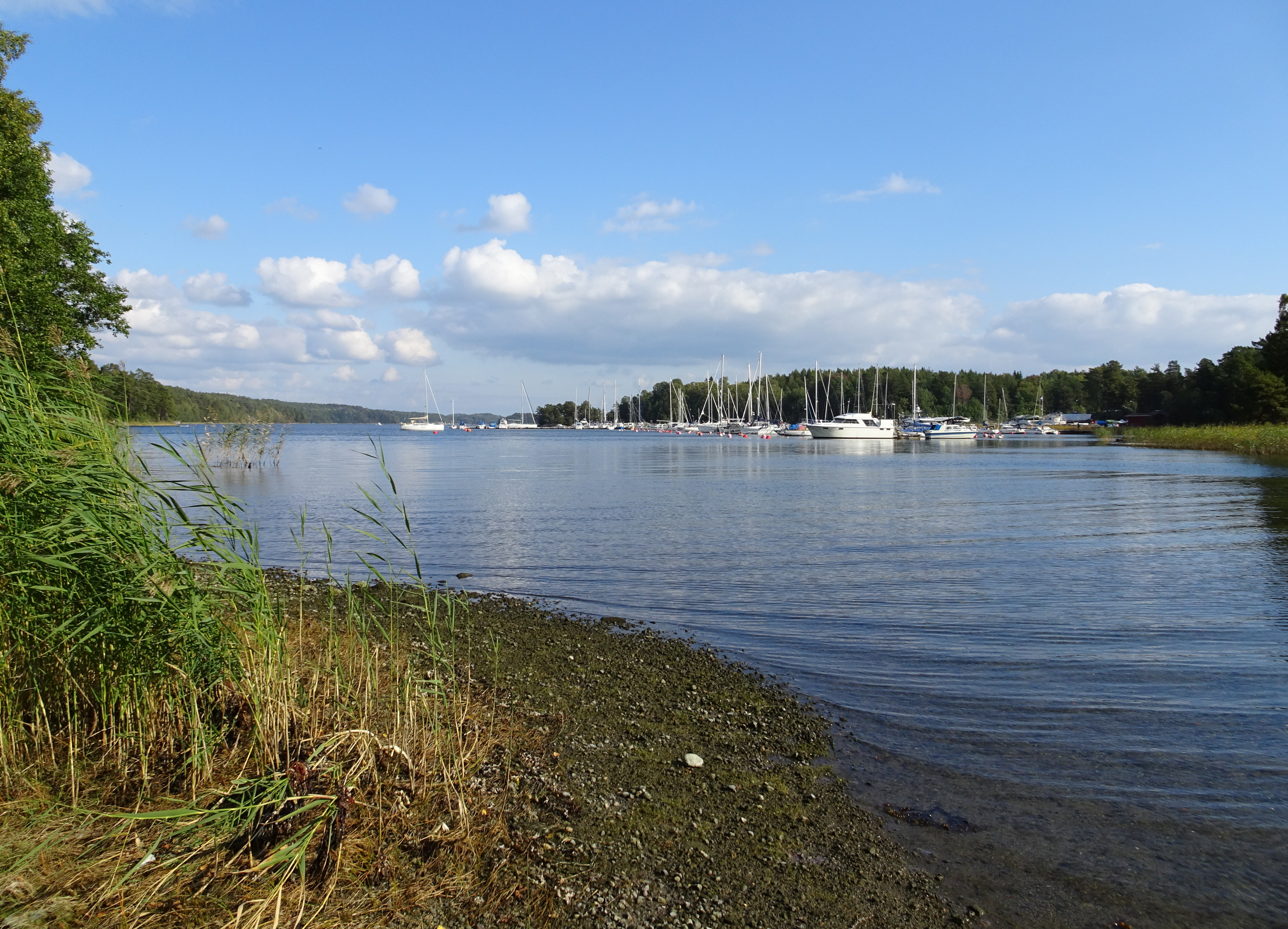
Långgarnsfjärden, vy österut, 2017.

Långgarnsfjärden (även kallad Långgarnsviken) är en fjärd av Östersjön i Stockholms södra skärgård i Haninge kommun, Stockholms län. Fjärden ligger inom Gålö naturreservat.

## Beskrivning
Långgarnsfjärden är den västligaste delen av Fåglaröfjärden. Den begränsas i norr av Gålö och i söder av ön Långgarn. Fjärden är cirka 4,6 kilometer lång och som mest cirka 850 meter bred. Största djup är 22 meter. Två större öar är Långgarnsholmen och Bergholmen. Längst in i viken finns en badplats med sandstrand och klippbad samt en marina.
Långgarnsfjärden blev känd genom den ursprungligen mycket hemliga Försöksstationen Palmen som ligger långt in på fjärdens norra sida. Under andra världskriget tränades här gråsälar och knubbsälar att bland annat leta efter fientliga ubåtar i undervattensläge. Verksamheten upphörde i april 1945. Den gamla sälstationen är numera öppen för allmänheten.

## Bilder

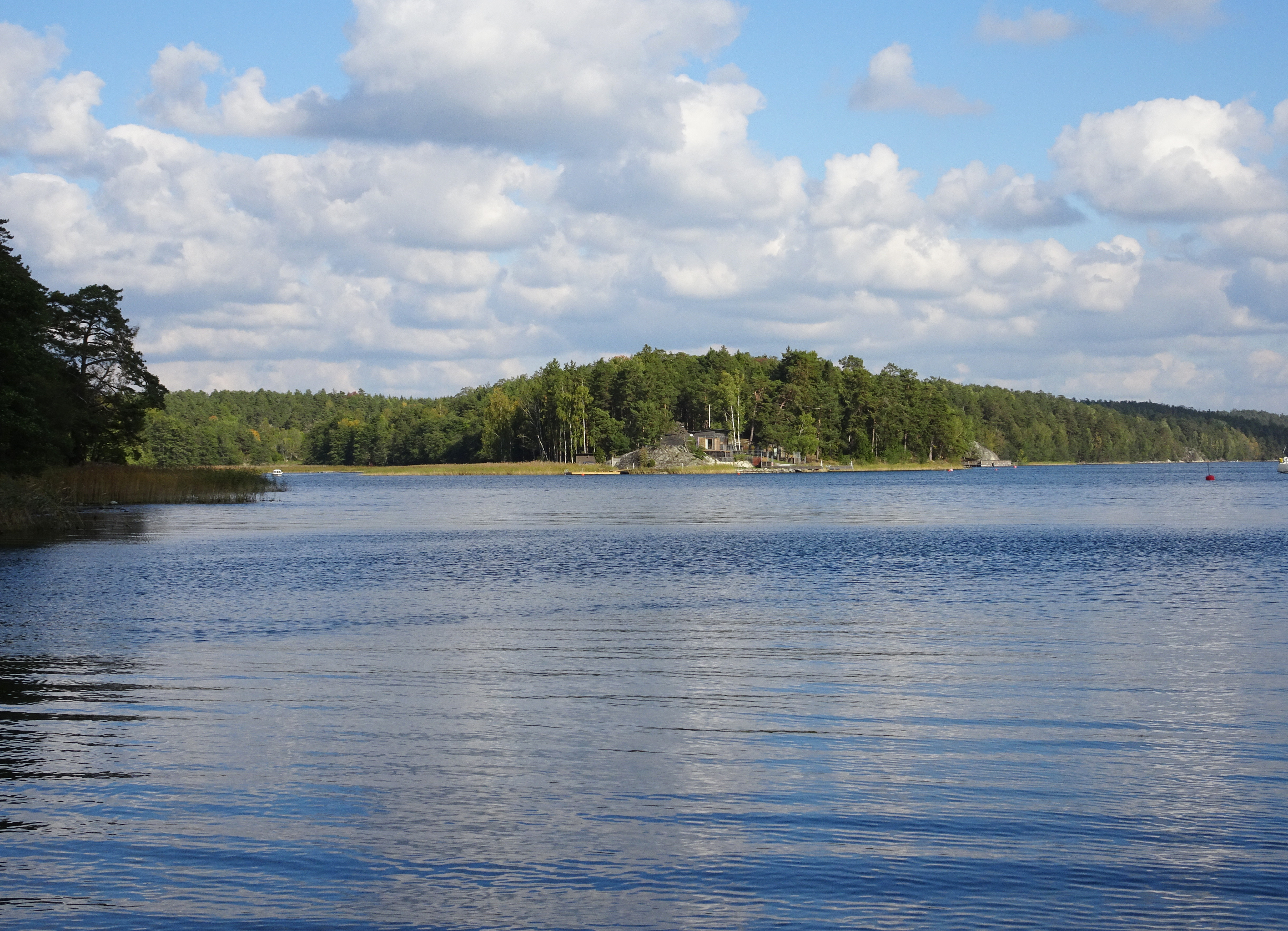
Långgarnsfjärden med Mörudden i bildmitt.
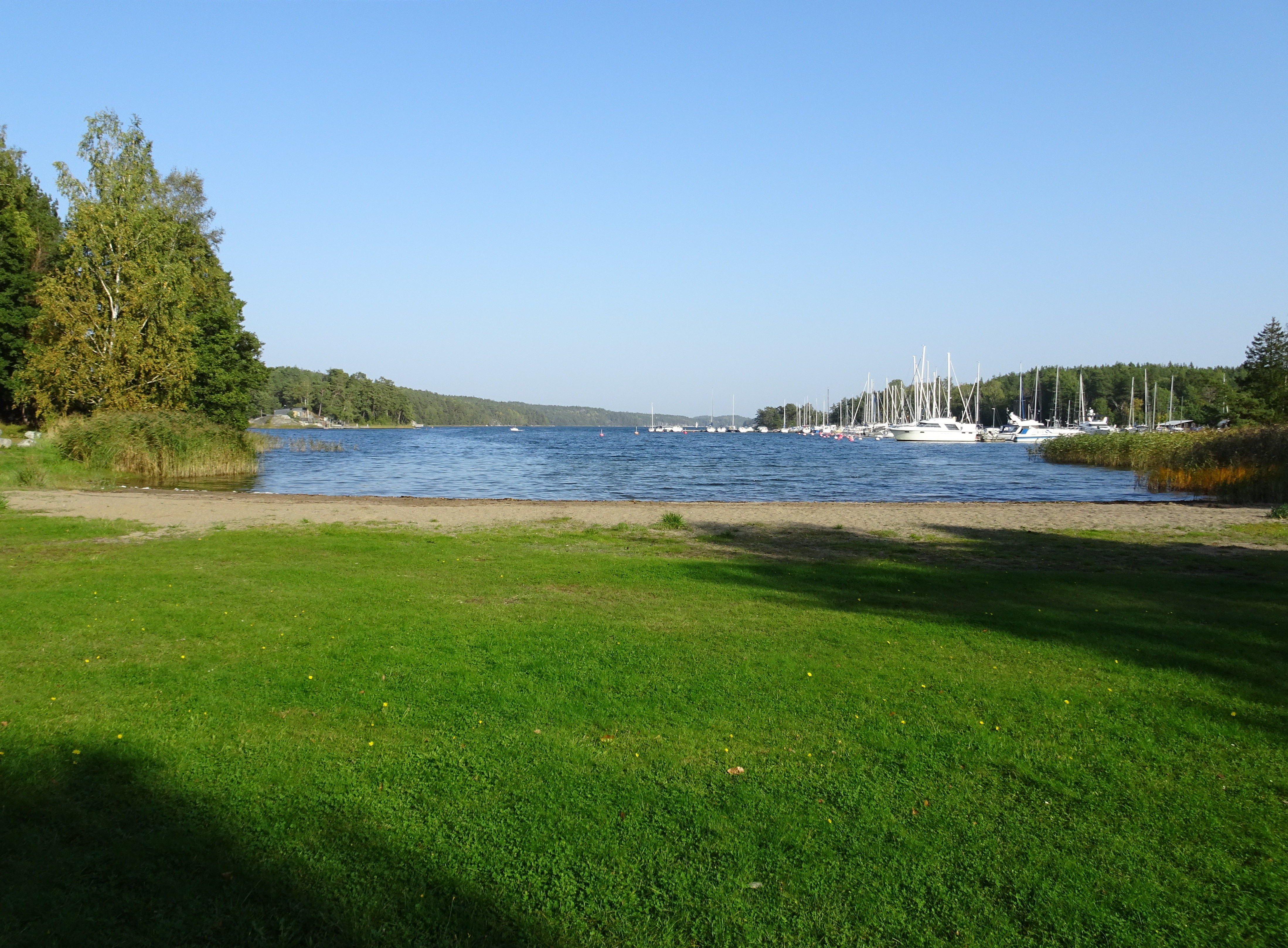
Badplatsen vid Långgarnsfjärden.
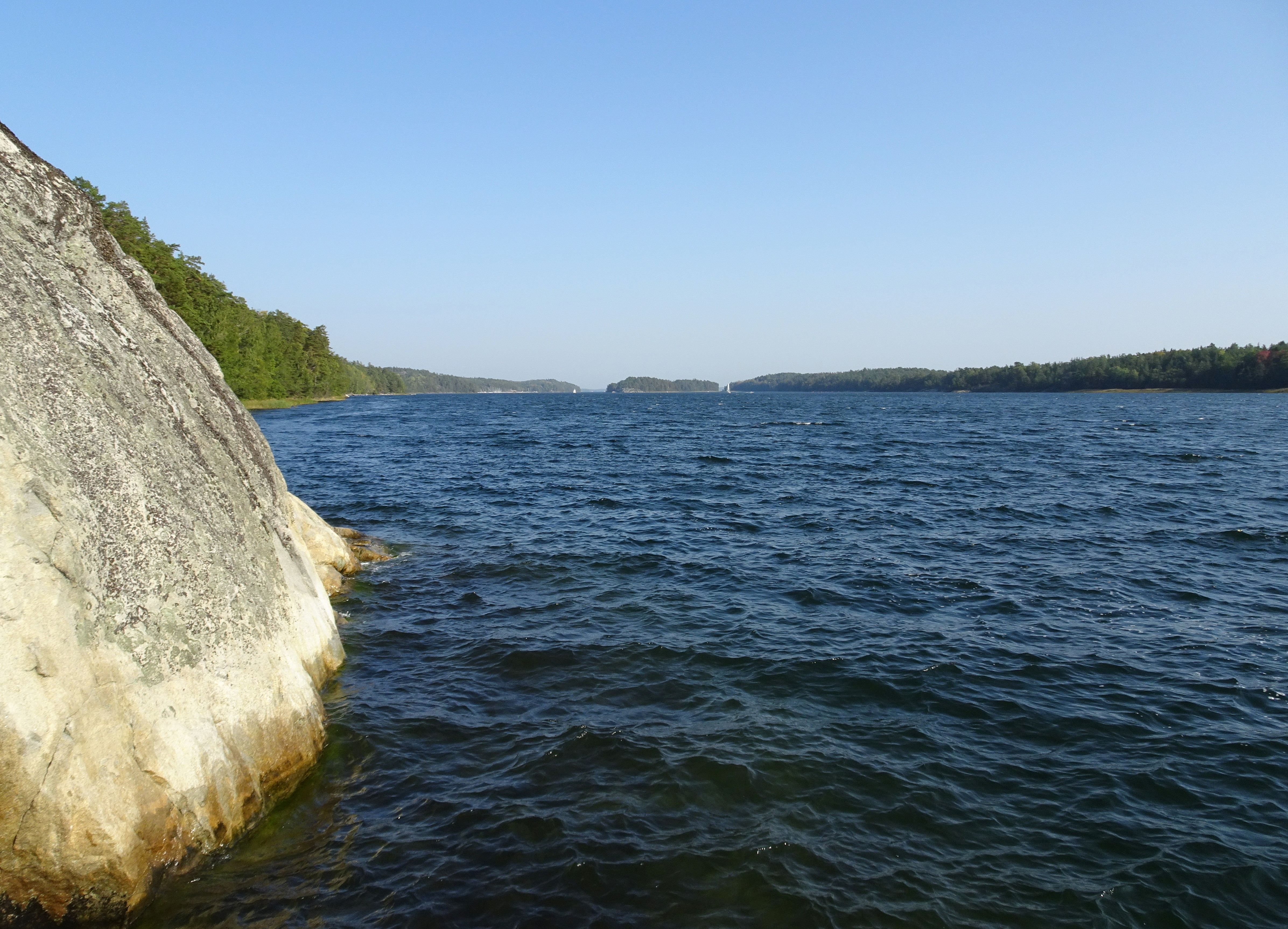
Långgarnsfjärden med Bergholmen och Långgarn i fonden.
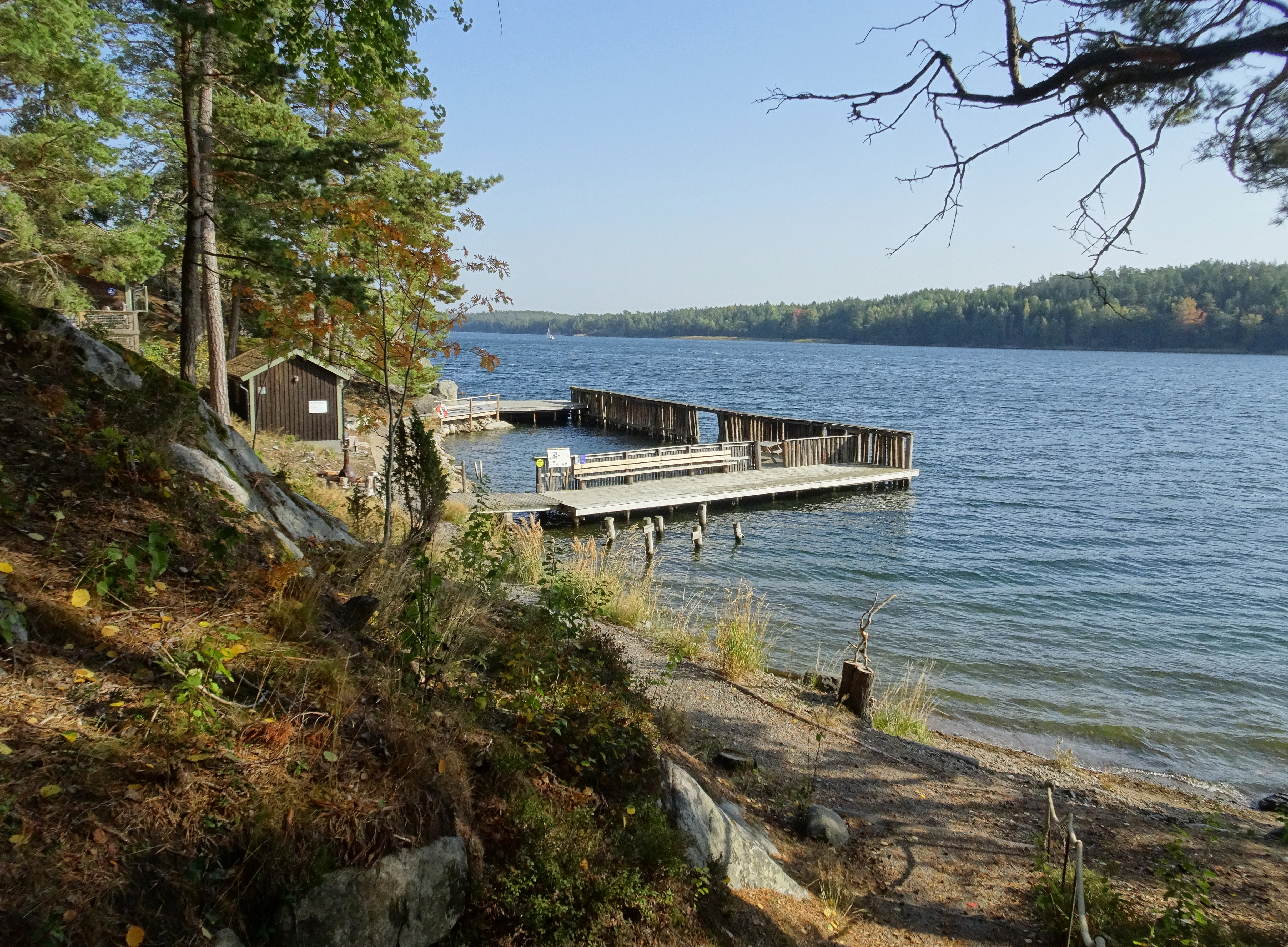
Försöksstationen Palmen.